# Vizy Károly
Bocföldei Vizy Károly (Tamási, Tolna vármegye, 1865. július 31. – Budapest, 1942. május 23.), honvéd százados, vívómester, a Károly-csapatkereszt és a Ferenc József-rend lovagkereszt tulajdonosa.

## Családja és származása
Egy Zala vármegyei római katolikus nemesi családban született, amely nemesi előnevét az ottani Bocfölde után vette fel. Vizy Károly felmenői, nemes Tóth másképp Visy Péter és István 1717. június 12-én III. Károly magyar királytól királyi földbirtokadományban szerezték özvegy Mizdó Ferencné bebesi Bebessy Judit zalai földbirtokait (többek között: Bocfölde, Csatfa és Bessenyő), amelyeket örökbefogadó anyjukként rájuk hagyott. Az 1767-ei Mária Terézia kori úrbárium összeírásában a Bocföldén az úrbéri földbirtokosok boczföldei Visi István örökösei, boczföldei Visi Márton örökösei, boczföldei Visi Katalin, nemesnépi Marton György főszolgabíróné boczföldei Visi Anna (1743–1817) és boczföldei Visi Éva szerepeltek. Az elszegényedett népes család a 19. század elejére már több vármegyébe szakadt; néhol "Visy"-ként, néhol "Vizy"-ként szerepeltek a tagjai. Apja boczföldei Vizy Márton, szabómester, anyja Németh Julianna volt. Vizy Károly bátyja bocföldei Vizy Ferenc (1847–1915), országgyűlési képviselő, főreáliskolai tanár.

## Élete
A körmöcbanyai főreáliskola 4. osztályának elvégzésével katonai pályára lépett és a császári és királyi budapesti hadapródiskola növendéke lett, majd mint hadapródot a cs. és kir. 19. gyalogezredbe osztották be. 1887-ben, saját kérelmére, a m. kir. szegedi 5. honvéd féldandárhoz mint tiszthelyettest helyezték át, és itt 1888. év május hó 1-jén hadnaggyá nevezték ki. 1891-ben mint sportkedvelőt a m. kir. honvédelmi miniszter által a cs. és kir. bécsújhelyi torna- és vívóiskolába vezényelték, melyet 1892-ben jó eredménnyel elvégezve, főhadnagyi rangban, előbbi állomáshelyére vonult be, ahol csapatszolgálat teljesítése mellett az ezred tisztikarát, az egyévi önkéntesi tanfolyamot vívóoktatásban és az ezred legénységét pedig tornaoktatásban részesítette. 1895-ben mint nyugállományba helyezett, a katonai kötelékből kiválva, a székesfővárosban nyilvános vívótermet nyitott, mely évtizedeken át a főváros egyik leglátogatottabb és legismertebb vívóterme volt. Sajátos, egyéni vívómódszerével sok kiváló vívót nevelt.
1914. augusztus hó 1-jén hadi szolgálatra vonult be, különböző beosztásokban végigküzdötte a világháborút, és 1918. november hó 20-án mint a m. kir. 30. honvéd gyalogezred 1/30. népfelkelő hadtápzászlóalj parancsnoka, a zászlóaljjal Podgoricáról (Montenegró) vonult vissza. A világháborúban teljesített szolgálataiért a Ferenc József-rend lovagkeresztjével, a hadiékítménnyel, a legfelsőbb dicsérő elismerés a kardokkal és a Károly-csapatkereszttel tüntették ki. 1922-ben, századosi rangban, nyugállományba vonult, s utána vívómesteri működését, saját egyéni rendszerében, magyar kardokkal tovább folytatta. 1930. május hó 31-én a m. királyi pénzügyőri tisztviselő- és altiszti karával nyilvános kardiskola-bemutatót tartott. 1935. karácsonykor zajlottak Budapesten a hagyományos vívómester-versenyek; több mint száz vívómester vett részt, azonban a legérdekesebb a 45 éven felüliek csoportjába benevezett Vizy Károly neves mester, aki akkoriban 70 éves volt. Vizy mester részvételének még egy érdekessége van: nem modern karddal, hanem régi magyar karddal vette fel a küzdelmet.